# Squadra panamense di Coppa Davis
La squadra panamense di Coppa Davis rappresenta Panama nella Coppa Davis, ed è posta sotto l'egida della Federación Panameña de Tenis.
La squadra ha esordito nel 1996 e ad oggi il suo miglior risultato è il raggiungimento del Gruppo III della zona Americana.

## Organico 2011
Aggiornato al match delle fasi zonali contro Trinidad e Tobago del 18 giugno 2011. Fra parentesi il ranking del giocatore nel momento della disputa degli incontri.
- Alberto González (ATP #)
- John Silva (ATP #)
- Carlos Silva (ATP #)
- Juan-José Fuentes (ATP #)